# Козиревка (Цілинний округ)
Ко́зиревка (рос. Козыревка) — присілок у складі Цілинного округу Курганської області, Росія.
Населення — 13 осіб (2010, 33 у 2002).
Національний склад станом на 2002 рік:
- росіяни — 94 %